# Clithon
Genre
Taxons de rang inférieur
- C. (Clithon)
- C. (Pictoneritina)

Synonymes
- Clithon (Vittoclithon) Baker, 1923
- Corona Récluz, 1850
- Nerita (Clithon) Montfort, 1810
- Neritina (Clithon) Montfort, 1810
- Pictoneritina Iredale, 1936
- Theodoxus (Pictoneritina) Iredale, 1936

Clithon est un genre de mollusques gastéropodes, de l'ordre des Cycloneritimorpha et de la famille des Neritidae.

## Liste des espèces
Selon World Register of Marine Species (6 septembre 2019) :
- Clithon circumvolutum (Récluz, 1843)
- Clithon corona (Linnaeus, 1758)
- Clithon coronatum (Leach, 1815)
- Clithon cryptum Eichhorst, 2016
- Clithon diadema (Récluz, 1841)
- Clithon dispar (Pease, 1868)
- Clithon dominguense (Lamarck, 1822)
- Clithon donovani (Récluz, 1843)
- Clithon dringii (Récluz, 1846)
- Clithon eudeli (G. B. Sowerby III, 1917)
- Clithon faba (G. B. Sowerby I, 1836)
- Clithon flavovirens (von dem Busch, 1843)
- Clithon fuliginosum (von dem Busch, 1843)
- Clithon luctuosum (Récluz, 1841)
- Clithon michaudi (Récluz, 1841)
- Clithon nucleolus (Morelet, 1857)
- Clithon olivaceum (Récluz, 1843)
- Clithon oualaniense (Lesson, 1831)
- Clithon parvulum (Le Guillou, 1841)
- Clithon pulchellum (Récluz, 1843)
- Clithon recluzianum (Le Guillou, 1841)
- Clithon reticulare (G. B. Sowerby I, 1836)
- Clithon retropictum (Martens, 1879)
- Clithon souleyetanum (Récluz, 1842)
- Clithon sowerbianum (Récluz, 1843)
- Clithon spiniferum (Récluz, 1842)
- Clithon spinosum (G. B. Sowerby I, 1825)
- Clithon subgranosum (G. B. Sowerby I, 1836)
- Clithon thermophilum (Martens, 1878)

- Clithon triseriale (G. B. Sowerby I, 1836) (taxon inquirendum)
- Clithon tritonense (Le Guillou, 1841) (taxon inquirendum)

espèces fossiles
- †Clithon barbei Symonds & Pacaud, 2010
- †Clithon bouryi (Cossmann, 1888)
- †Clithon bristowi (Wenz, 1929)
- †Clithon coeuvrense Vrinat, 2019
- †Clithon concavum (J. Sowerby, 1823)
- †Clithon cranmorense Symonds, 2006
- †Clithon elegans (Deshayes, 1824)
- †Clithon hillae Symonds, 2015
- †Clithon inequidentatum (Récluz, 1850)
- †Clithon mortoni Symonds, 2015
- †Clithon nucleus (Deshayes, 1832)
- †Clithon occultatum Vrinat, 2019
- †Clithon passyanum (Deshayes, 1864)
- †Clithon pisiforme (Férussac, 1823)
- †Clithon planulatum (F.E. Edwards in Lowry, 1866)
- †Clithon pococki Symonds, 2015
- †Clithon saincenyense (Deshayes, 1864)
- †Clithon sobrinum (A. Férussac, 1823)
- †Clithon tigrinum Vrinat, 2019
- †Clithon zonarium (Deshayes, 1832)

Noms en synonymie
- †Clithon (Pictoneritina) barbei Symonds & Pacaud, 2010, un synonyme de †Clithon barbei Symonds & Pacaud, 2010
- †Clithon (Pictoneritina) bouryi (Cossmann, 1888), un synonyme de †Clithon bouryi (Cossmann, 1888)
- †Clithon (Pictoneritina) bristowi (Wenz, 1929), un synonyme de †Clithon bristowi (Wenz, 1929)
- †Clithon (Pictoneritina) hillae Symonds, 2015, un synonyme de †Clithon hillae Symonds, 2015
- †Clithon (Pictoneritina) inequidentatum (Récluz, 1850), un synonyme de †Clithon inequidentatum (Récluz, 1850)
- †Clithon (Pictoneritina) mortoni Symonds, 2015, un synonyme de †Clithon mortoni Symonds, 2015
- †Clithon (Pictoneritina) nucleus (Deshayes, 1832), un synonyme de †Clithon nucleus (Deshayes, 1832)
- †Clithon (Pictoneritina) pococki Symonds, 2015, un synonyme de †Clithon pococki Symonds, 2015
- †Clithon (Pictoneritina) coeuvrensis Vrinat, 2019, un synonyme de †Clithon coeuvrense Vrinat, 2019
- †Clithon (Pictoneritina) cranmorensis Symonds, 2006, un synonyme de †Clithon cranmorense Symonds, 2006
- Clithon (Pictoneritina) luctuosum (Récluz, 1841), un synonyme de Clithon luctuosum (Récluz, 1841)
- †Clithon (Pictoneritina) occultatus Vrinat, 2019, un synonyme de †Clithon occultatum Vrinat, 2019
- Clithon (Pictoneritina) oualaniense (Lesson, 1831), un synonyme de Clithon oualaniense (Lesson, 1831)
- Clithon (Pictoneritina) pauluccianum (Gassies, 1870), un synonyme de Clithon parvulum (Le Guillou, 1841)
- †Clithon (Pictoneritina) pisiformis (Férussac, 1823), un synonyme de †Clithon pisiforme (Férussac, 1823)
- †Clithon (Pictoneritina) saincenyensis (Deshayes, 1864), un synonyme de Clithon saincenyense (Deshayes, 1864)
- †Clithon (Pictoneritina) sobrinus (Férussac, 1823, un synonyme de †Clithon sobrinum (A. Férussac, 1823)
- †Clithon (Pictoneritina) tigrinus Vrinat, 2019, un synonyme de †Clithon tigrinum Vrinat, 2019
- †Clithon (Pictoneritina) zonarius (Deshayes, 1832), un synonyme de †Clithon zonarium (Deshayes, 1832)
- Sous-genre Clithon (Vittoclithon) H. B. Baker, 1923, un synonyme de Neritina (Vittoclithon) H. B. Baker, 1923, représenté par Vitta (Vittoclithon) H. B. Baker, 1923
- †Clithon (Vittoclithon) headonensis Symonds, 2006, un synonyme de †Neritina headonensis (Symonds, 2006)
- †Clithon (Vittoclithon) pictus (Férussac, 1823), un synonyme de †Vitta picta (Férussac, 1823)
- Clithon coronata, un synonyme de Clithon coronatum (Leach, 1815)
- Clithon glabrata, un synonyme de Clithon glabratum (Sowerby II, 1849), synonyme de Vitta glabrata (G.B. Sowerby II, 1849)
- Clithon glabratum (Sowerby II, 1849), un synonyme de Vitta glabrata (G.B. Sowerby II, 1849)
- Clithon longispina (Récluz, 1841), un synonyme de Clithon coronatum (Leach, 1815)
- Clithon olivacea, un synonyme de Clithon olivaceum (Récluz, 1843)
- Clithon oualaniensis, un synonyme de Clithon oualaniense (Lesson, 1831)
- Clithon pauluccianum (Gassies, 1870), un synonyme de Clithon parvulum (Le Guillou, 1841)
- †Clithon pictus (Férussac, 1823), un synonyme de †Vitta picta (Férussac, 1823)
- Clithon retropictus, un synonyme de Clithon retropictum (Martens, 1879)
- Clithon spinosus, un synonyme de Clithon spinosum (G. B. Sowerby I, 1825)
- Clithon squarrosus, un synonyme de Clithon squarrosum (Récluz, 1843)
- Clithon strigillatus Tapparone Canefri, 1874, un synonyme de Clithon donovani (Récluz, 1843)